# 二条吉忠
二条 吉忠（にじょう よしただ）は、江戸時代中期の公卿。関白左大臣・二条綱平の子。官位は従一位・関白、左大臣、贈准三后。安祥院と号する。二条家19代当主。｢吉｣の字は5代将軍・徳川綱吉からの偏諱。

## 経歴
元禄9年（1696年）2月元服して従五位下に叙され、禁色・雑袍・昇殿を聴される。同11年（1698年）12月従三位に叙されて公卿に列し、同12年（1699年）10月権中納言、同14年（1701年）2月正三位、同17年（1704年）2月権大納言、宝永4年（1707年）2月従二位に累進した。
正徳2年（1712年）7月に前田綱紀の女・直姫（栄君）を正室として迎える。同年12月右大将を兼ね、正徳3年（1713年）7月左大将に転じ、次いで同5年（1715年）8月内大臣となる。享保元年（1716年）12月正二位に進み、同3年（1718年）正月左大将を辞するも、同7年（1722年）5月右大臣、同11年（1726年）9月左大臣に至った。同14年（1729年）11月従一位に叙され、元文元年（1736年）8月桜町天皇から関白の詔があり、同時に氏長者・内覧宣旨を賜ったが、同2年（1737年）8月3日所労のために辞職し、即日薨去した。享年49。墓所は二尊院。
後桜町天皇の外祖父に当たることから、33回忌の明和6年（1769年）8月に准三后を追贈されている。

## 系譜
- 父：二条綱平（1672-1732）
- 母：栄子内親王（1673-1746） - 霊元天皇皇女
- 正室：利子（栄君、直姫）（1693-1749） - 前田綱紀六女
  - 女子：二条淳子（1713-1774） - 有栖川宮職仁親王妃
  - 女子：二条舎子（青綺門院、1716-1790） - 桜町天皇女御、後桜町天皇母
- 妾：家女房
  - 男子：二条宗熙（1718-1738）
- 妾：理性院
  - 女子：瑞妙院日護尼（1717-1746） - 瑞龍寺7世
  - 男子：隆遍（1721-1777） - 興福寺別当
  - 男子：祐常（1723-1773） - 園城寺長吏
  - 女子：二条喜子（1728-1745） - 多米姫、二条宗基室